# Hatchback
Hatchback es un tipo de automóvil que consiste en una cabina o área para pasajeros con un espacio de carga integrado, al cual se tiene acceso mediante un portón trasero. Este portón incluye el vidrio trasero y el voladizo trasero es relativamente corto. El portón trasero se considera una puerta más, por lo que los hatchback con dos puertas laterales se denominan «tres puertas» y los modelos con cuatro puertas laterales son «cinco puertas». También son denominados como automóviles de dos volúmenes o con escotilla trasera, traducción literal, precisamente, del término inglés «hatchback».
Las medidas de un auto compacto pueden ir de los 4,2 a 4,6 m (165,4 a 181,1 pulgadas) de largo, con capacidad máxima de cuatro personas y motor de 1 a 2 litros (61 a 122 plg³). Los hatchback suelen ser conocidos por su ahorro de gasolina.[cita requerida]

## Diferencias con otras carrocerías

Diagrama de comparación entre un hatchback y un familiar basados en el Ford Focus.

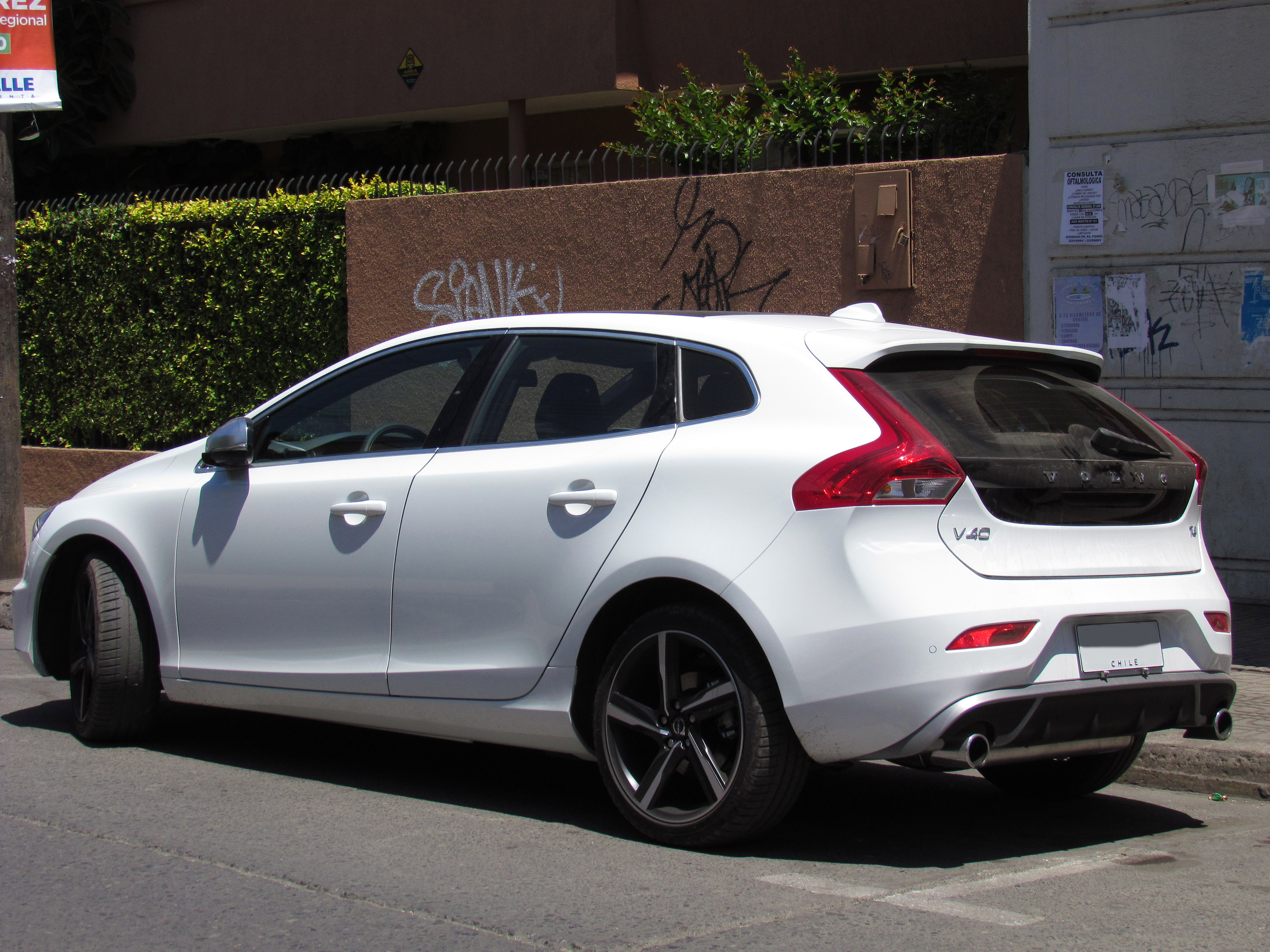
Volvo V40 T4 R-Design de 2014

La diferencia entre una carrocería hatchback y una familiar es que la segunda tiene un voladizo trasero más largo y, por lo tanto, un espacio de carga más amplio. Muchos modelos de autos tienen ambas carrocerías disponibles, con lo que la diferencia es únicamente algunas decenas de centímetros y cambios en su aspecto de diseño original. Los familiares tienen casi siempre la luna trasera muy vertical, mientras que un hatchback puede tenerla también vertical o más inclinado.
Un liftback simula las líneas de un sedán, pero tiene puerta trasera al igual que un hatchback. En este caso, el vidrio trasero va todavía más inclinado que en un sedán y la zona horizontal de la tapa es mucho más corta, aunque mayor que la que tiene un hatchback.
Los vehículos todoterreno, los monovolumen y las furgonetas también tienen normalmente un portón trasero, pero casi nunca se los denomina hatchback o familiar.
Como ventajas, muchos modelos hatchback tienen asientos traseros abatibles, con lo que se puede cargar objetos grandes que no entran en un sedán o liftback. Además, quien no precisa un espacio de carga grande puede elegir un hatchback para ahorrarse unas decenas de centímetros en el largo del automóvil que pueden molestar al maniobrar o estacionar.[cita requerida]

## Historia

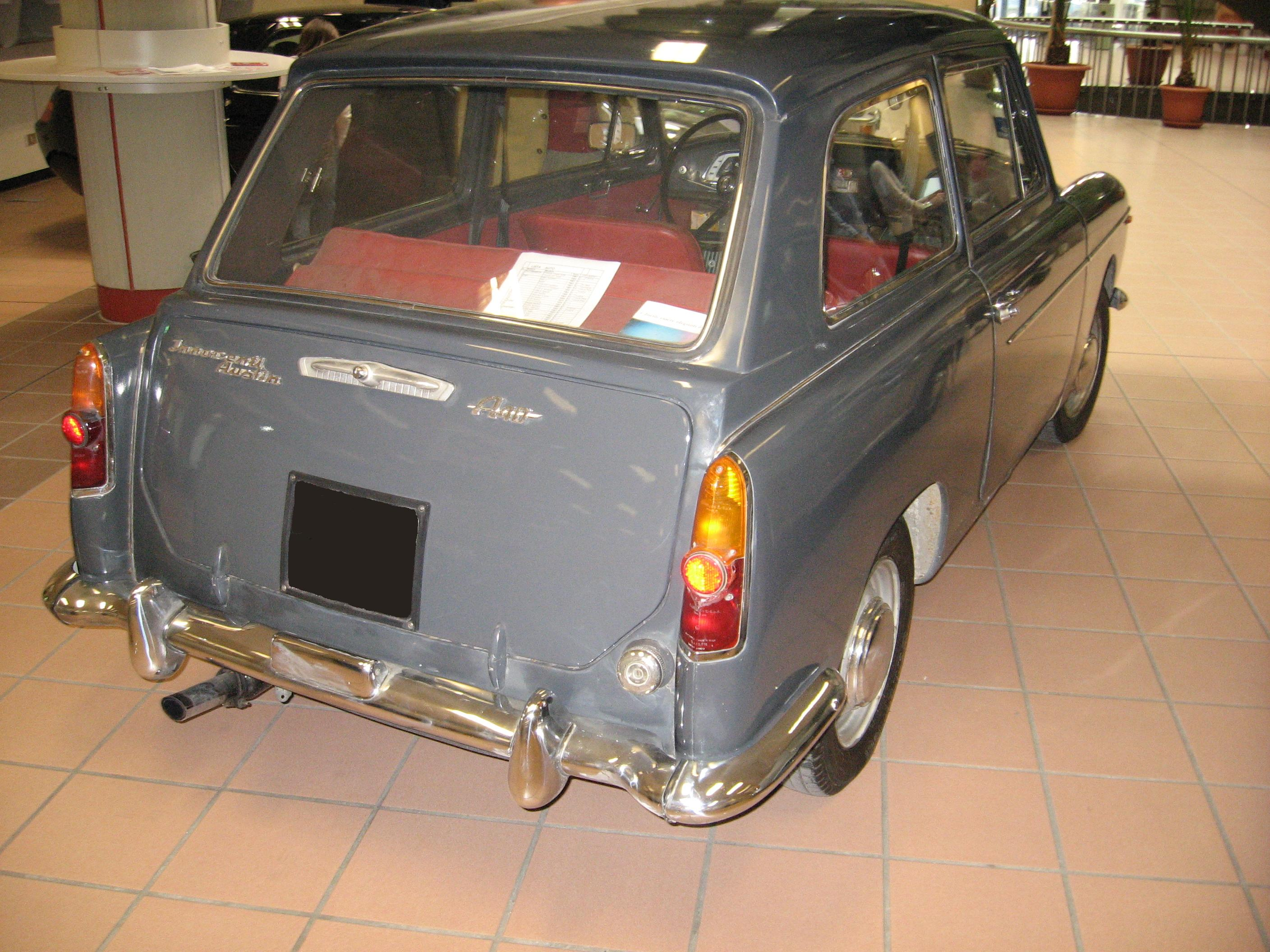
Austin-Innocenti A40 saloon

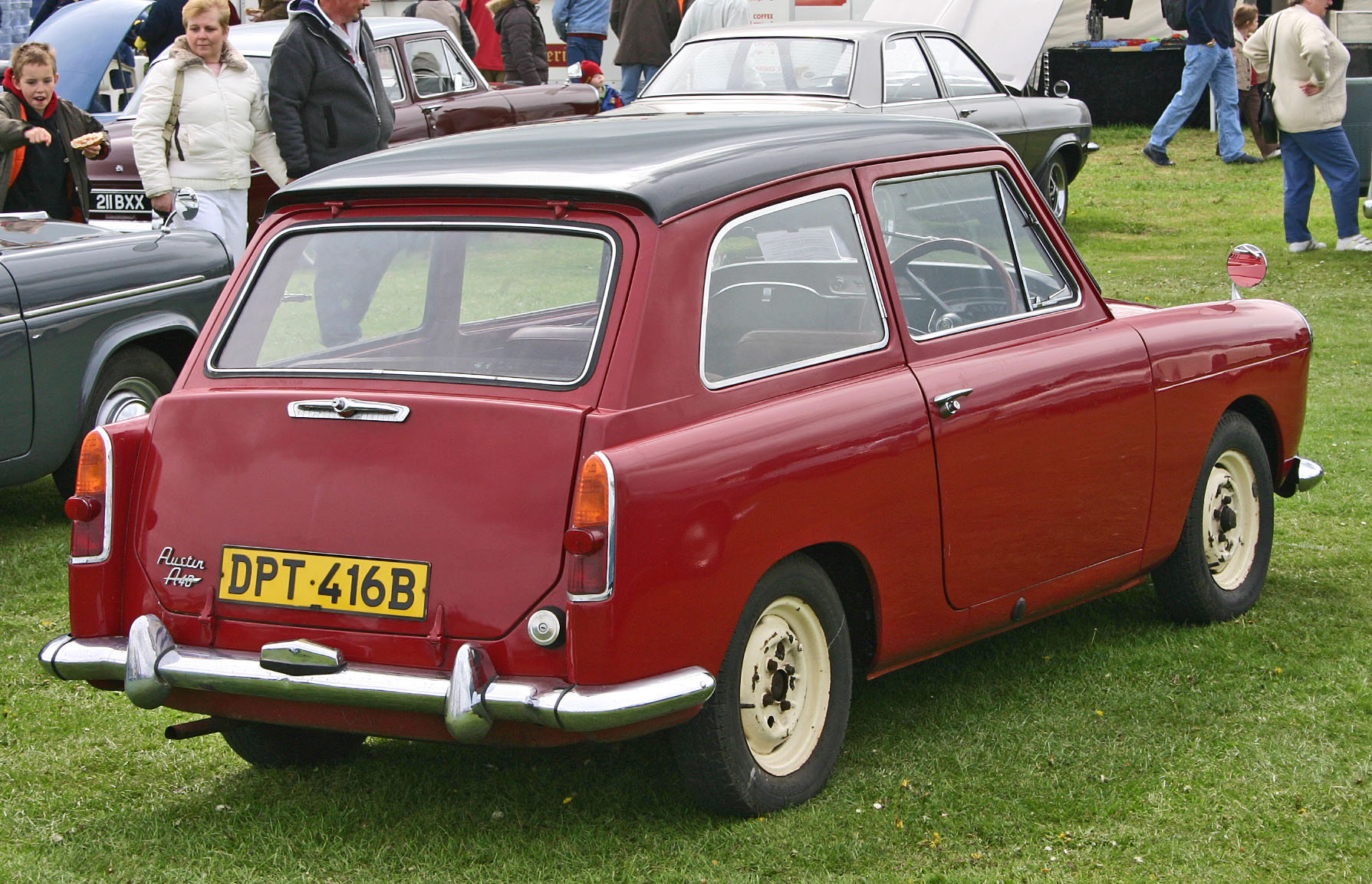
Austin A40 Farina Mark II Countryman

La carrocería hatchback caracterizada por ofrecer un portón trasero tardó en despegar comercialmente. 
Si bien en sus orígenes la práctica totalidad de los automóviles eran vehículos de dos volúmenes, la aparición de las carrocerías pontón supuso la popularización de los vehículos con un tercer volumen diferenciado, así como de versiones "break" con portón trasero derivadas de esas carrocerías de tres volúmenes, para uso habitualmente comercial o mixto.
En este contexto aparecen los primeros ejemplos de vehículos con portón trasero no derivados de homólogos de tres volúmenes. Uno de los primeros hatchback reconocibles es el Austin A40 Farina Countryman. Se trataba de un vehículo pequeño de dos volúmenes y dos puertas laterales vendido en versiones saloon y countryman, ambas con una silueta idéntica, pero con la diferencia de que la versión countryman ofrecía un portón enterizo que incluía la luneta trasera mientras que en la versión saloon solamente era practicable la parte metálica.
El primer hatchback de gran serie fue el Renault 4. El hatchback fue ganando popularidad por su carácter práctico, extendiéndose también al mercado de coches de lujo (Rover SD1, por ejemplo), hasta convertirse en el estilo de carrocería más frecuente en Europa para automóviles de los segmentos A, B y C.
Es un error habitual considerar este tipo de coches como de carga volumétrica.[cita requerida]

## Estigma del hatchback
En ciertas áreas geográficas, el compacto (hatchback) es considerado como inferior, barato o utilitario.[cita requerida] Para paliar esta situación, muchos fabricantes crean versiones sedán de modelos que se venden solo como compacto o hatchback en otros países. También ocurre eso en países emergentes, pero para atraer a clientes que buscan una mayor capacidad de la cajuela, pero no tienen acceso a automóviles de segmentos superiores y, por lo tanto, más espaciosos. Ejemplos de lo segundo son las versiones sedán de los Citroën C3, Dacia Sandero, Peugeot 208, Mazda 2, Renault Clio, Ford Fiesta, Opel Corsa y Chevrolet Kalos.
Otra forma de evitar el estigma del compacto o hatchback es con denominaciones comerciales alternativas en inglés, como «Sportback» o «Sportwagon», que enfatizan lo deportivo en lugar de lo práctico. En el segmento D también es muy común que los de cinco puertas tengan una silueta similar a la de un sedán; esto se suele denominar en inglés liftback. Ejemplos de este tipo de carrocería son el Citroën DS5, el Citroën Xantia, el Ford Mondeo, el Opel Vectra, el Hyundai Accent, el Fiat Brava y el Renault Laguna.